# Annibale Maria Di Francia
Annibale Maria Di Francia (Messina, 5 luglio 1851 – Messina, 1º giugno 1927) è stato un presbitero italiano, fondatore delle congregazioni dei Rogazionisti del Cuore di Gesù e delle Figlie del Divino Zelo. Di nobile famiglia messinese, rinunciò a tutti i beni e trascorse molto tempo nel degradato quartiere Avignone aiutando poveri e malati; è stato proclamato santo da papa Giovanni Paolo II nel 2004.

## Biografia

Donna Anna Toscano

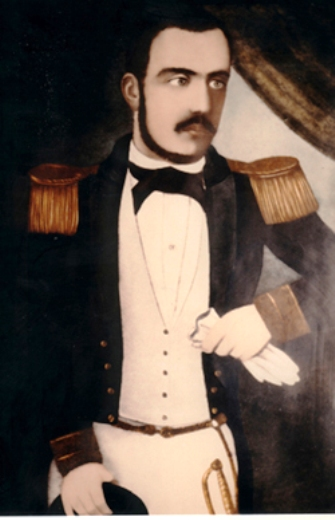
Cav. Francesco di Francia

Nacque a Messina il 5 luglio 1851, terzo dei quattro figli del cavaliere Francesco dei marchesi di Santa Caterina dello Ionio, vice console pontificio e capitano onorario della Marina reale borbonica, e dalla nobildonna Anna Toscano dei Marchesi di Montanaro, figlia del commissario Guglielmo e di Donna Matilde dei Marchesi di Montanaro e sorella di Don Giuseppe Toscano, sacerdote, giornalista e direttore del giornale "La Parola Cattolica". Il cavaliere Francesco aveva un fratello,Raffaele, monaco cistercense professore di Lettere e Filosofia al Collegio dei Gentiluomini, e una sorella, Luisa, moglie del patriota e storico messinese Giuseppe La Farina, uomo di fiducia di Cavour. A tutti i quattro figli (Giovanni, Caterina, Annibale, Francesco) venne dato il nome di Maria, oltre a quello prescelto. Giovanni divenne giornalista, ma morì molto giovane. Anche Caterina morirà giovane, ma lei si sposerà con Antonio Montalto. Annibale divenne orfano di padre il 10 ottobre 1852, ancor prima di compiere il secondo anno di vita e, forse, da questo luttuoso evento personale nacque in lui quella particolare sensibilità verso gli orfani che contraddistinse tutta la sua opera.
Il piccolo orfano conobbe anche il distacco dall'affetto materno, venendo affidato ad una anziana zia, a causa dell'impossibilità di gestire i figli della madre ventitrenne ma nel 1859, quando un'epidemia di colera, colpì la città dello stretto, anche la zia venne a mancare ed Annibale Maria ritornò nella casa materna assieme al fratello Francesco. La madre per la gioia di rivederli, regalò loro due cavallucci di legno,che saranno cari ricordi per Sant'Annibale.
A sette anni iniziò gli studi presso il Collegio dei Gentiluomini dai monaci cistercensi del convento di San Nicolò di Messina, dove insegnava lo zio paterno Raffaele Di Francia. Qui era solito donare il suo pasto ai poveri che venivano a chiedere l'elemosina. Un giorno entrò nella mensa un mendicante, che venne immediatamente schernito da i ragazzi del collegio. Allora Annibale si alzò e donò la sua razione di cibo a quell'uomo. A causa dell'entrata in Messina di Garibaldi, i Di Francia furono costretti a scappare a Napoli. Successivamente sono tornati a Messina, dove Annibale poteva continuare i suoi studi. Intelligente e di chiarissime capacità umanistiche ad appena 18 anni sentì fortissima la chiamata del Signore e completati gli studi, l'8 dicembre 1869 avviene la cerimonia della vestizione nella chiesa di Maria Immacolata. Di grande ispirazione sarà l'incontro che ebbe con Suor Maria Luisa di Gesù, che gli disse: «Voi sarete sacerdote e farete molto bene alla Chiesa». Tra il 1872 e il 1873 Annibale riceve gli Ordini Minori, il suddiaconato ed infine il diaconato. Il 16 marzo 1878 viene ordinato sacerdote, nella Chiesa dello Spirito Santo.
Durante un viaggio in treno con un confratello, padre Annibale decise di donare ad un sacerdote che sedeva vicino a loro 100 lire, gli unici soldi che aveva con sé, nonostante i dubbi del confratello che gli suggerì di donargli solo cinquanta lire. Dopo aver donato i soldi al sacerdote, Padre Annibale seppe di aver ricevuto una busta con dentro 1000 lire. Allora disse al confratello: «Che ti dicevo, ragazzo di poca Fede! Abbiamo ricevuto dieci volte tanto. Se ti avessi dato ascolto per le cinquanta lire, la Provvidenza ce ne avrebbe rese solo 500!»

### Il cieco Zancone

Case Avignone Messina

Qualche mese prima della sua ordinazione sacerdotale, un incontro particolare segnò per sempre la vita terrena del padre Di Francia. Il religioso era sicuramente aduso all'incontro con i diseredati e i bisognosi, ma quel povero che aveva davanti gli aprì una nuova visione della carità Cristiana, questi era il Cieco Zancone, un pover'uomo che veniva schernito da alcuni ragazzi. Allora Annibale lo prese con sè, lo portò a casa sua, lo vestì e lo mise a letto. Quando si avvicinò a Zancone per baciarlo, il volto del povero mutò e prese posto quello di Gesù. Allora Annibale baciò ripetutamente il volto di Cristo. Quell'uomo lo mise a contatto con la triste realtà sociale e morale del quartiere periferico più misero di Messina, le cosiddette case Mignuni (Case Avignone) di proprietà dei marchesi Avignone.
Al di là del ponte Zaera, padre Annibale si inoltrò nella miseria reale dei bassifondi cittadini, dove avrebbe dovuto trovare le case dei marchesi Avignone, trovò solo un quartiere di baracche addossate l'una all'altra, sporcizia, squallore e tanta disperazione e lì ebbe inizio il cammino dell'opera pia di Sant'Annibale Maria.
Con la paterna benedizione del suo vescovo, mons. Guarino, andò a vivere in quel "ghetto" ed impegnò tutte le sue forze morali e materiali per affrancare a tutti i costi quei derelitti e, soprattutto, i loro bambini da quella condizione di miseria materiale e morale ed approntò per loro, alle Avignone, una scuola per i maschietti e un asilo per le bambine. Non fu un'esperienza facile: incomprensioni, ostilità  e minacce, caratterizzarono quell'embrione di carità cristiana ma egli superò ogni ostacolo con l'aiuto della sua grande fede, per realizzare quella che definiva:
(Annibale Maria Di Francia)

### La Fondazione dell'Opera femminile

Sant'Annibale con la veggente M.Calvat a Messina

Nel travaglio iniziale dell'opera pia di padre Annibale Maria Di Francia non tutto andò sempre per il verso giusto, anche all'interno dell'embrione di comunità. Il 6 maggio 1886, arrivò nella "casa", la serva di Dio Natalina Briguglio (1870-1950), (cofondatrice delle Suore Cappuccine del Sacro Cuore), che per undici anni collaborò con il fondatore, come infermiera, questuante e direttrice, nell'Opera di Sant'Annibale Maria Di Francia.
Suor Natalina Briguglio, che aveva assunto il nome di "Veronica di Gesù Bambino", dopo 10 anni di dedizione, ebbe un anno di travagli interiori e dissapori con padre Di Francia, fin quando l'11 marzo 1897, con tre compagne, abbandonò Messina rifugiandosi al suo paese natale: Roccalumera (Provincia di Messina), per un "ritiro", come fu da esse definito, che diventò definitivo.
Infatti, a Roccalumera, Suor Veronica e le consorelle fuoriuscite animarono l'Istituto delle Povere Suore del Sacro Cuore, affidate spiritualmente da mons. Giuseppe Guarino al fratello del padre Di Francia, Francesco Maria, proclamato Servo di Dio.
A seguito di questi iniziali problemi, padre Di Francia andò fino a Galatina (LE), dove viveva Melania Calvat, la veggente francese che aveva avuto l'apparizione della Madonna a La Salette nel 1846, convincendola a seguirlo a Messina per coadiuvarlo nella fondazione delle Figlie del Divino Zelo. Dal 1887 e fino ad ottobre del 1898, Melania Calvat diresse l'Opera femminile, permettendo a padre Annibale di dare l'abito alle prime quattro suore. A queste si aggiungeranno suor Nazarena Majone (dichiarata venerabile dalla Chiesa Cattolica nel 2003), prima Madre Superiora delle Figlie del Divino Zelo e Carmela D'Amore. Nel 1895 si affiancherà a Padre Annibale il primo sacerdote Rogazionista: Francesco Bonarrigo.
Padre Annibale chiede al Comune se può avere l'abbandonato monastero dello Spirito Santo. Il permesso viene dato e il 7 giugno 1895 Padre Annibale, le orfane, le suore e i sacerdoti dell'ordine raggiunsero il monastero. Sant'Annibale ha aperto con Madre Nazarena un altro orfanotrofio a Taormina nel 1902, e un altro a Giardini nel 1903.
Altri seri problemi vennero al Padre Annibale dalla fuga di un'orfanella, per cui rischiò anche la chiusura dell'Istituto.
Le Suore Figlie del Divino Zelo nacquero a Messina il 19 marzo 1897, nei due rifugi delle orfanelle già attivi dal 1882: "il piccolo rifugio del Cuore di Gesù" e il "Rifugio di Maria Immacolata". Nel 1895 l'Orfanotrofio fu trasferito nel monastero dello Spirito Santo e le suore presero l'abito marrone delle Carmelitane.
La terribile alba del 28 dicembre 1908, quando avvenne il tragico e famoso terremoto, colpì duramente anche la congregazione delle "Figlie del Divino Zelo" e sotto le macerie perirono tredici sorelle.
Il loro fondatore, padre Annibale Maria Di Francia, consegnò loro il Comando di Gesù: Rogate.

### Gli Istituti Antoniani

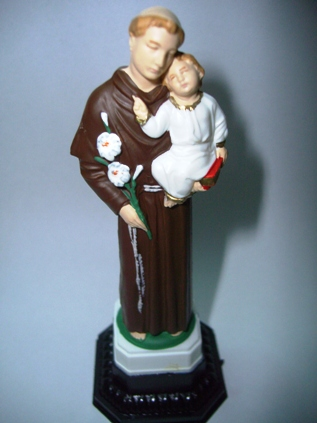
Sant'Antonio di Padova

L'opera missionaria degli Orfanotrofi Antoniani ebbe inizio nel 1882. Posti sotto la protezione di sant'Antonio di Padova, gli istituti del Padre Di Francia furono improntati al clima della famiglia, con lo scopo di offrire la formazione completa del piccolo ospite, sia morale che materiale, secondo gli insegnamenti della famiglia cristiana.
La missione Antoniana ben presto superò i confini dello stretto, per creare istituti in tutto il mondo. Il Padre Di Francia missionario degli orfani scrisse:
(Annibale Maria Di Francia)
Per realizzare i suoi progetti missionari, fondò due nuovi ordini religiosi: nel 1887 la Congregazione delle Figlie del Divino Zelo e, nel 1897, la Congregazione dei Rogazionisti.
I membri di questi nuovi ordini religiosi, approvati canonicamente il 6 agosto 1926, si impegnarono a vivere il Rogate come quarto voto. Nel 1909 il Padre fondatore scrisse a Pio X:
(Annibale Maria Di Francia)
Oggi le Congregazioni della Figlie del Divino Zelo e dei Rogazionisti, del Padre Annibale Maria di Francia, sono presenti nei cinque continenti per proseguire la missione iniziata dal fondatore.

### Il lavoro nelle opere di P. Annibale

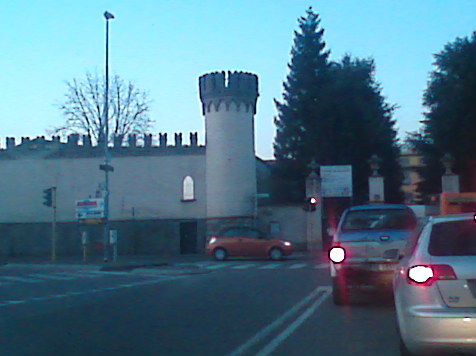
La Villa Torneamento di Monza, scuola intitolata a Padre Annibale

Al quartiere Avignone, già dal novembre del 1884, l'opera di padre Annibale diventava concreta: infatti, in quello scorcio di fine anno, il Cav. Giuseppe Crupi donava a padre Annibale una macchina da stampa a caratteri mobili e con questa nasceva la prima stamperia "Antoniana", con la quale avviò al lavoro specializzato tanti orfani e derelitti. La Tipografia Quartiere Avignone di Messina (più volte ridenominata, fino a diventare la Tipografia del Sacro Cuore), il 26 giugno 1908, nel giorno del Cuore Sacratissimo di Gesù, pubblicò il numero di saggio del mensile DIO E IL PROSSIMO e nel 1923 acquistò direttamente dalla fabbrica tedesca di Augusta una macchina da stampa rotativa, per l'epoca ultratecnologica, che padre Annibale "battezzò" prontamente La Grazia. L'importanza del lavoro è stata sempre sottolineata dall'apostolo del Rogate, infatti egli soleva dire:
(Annibale Maria Di Francia)
(Annibale Maria di Francia)

### La morte

La salma di Padre Annibale

Il 20 febbraio 1927, Annibale Maria Di Francia celebrò l'ultima messa, il 15 marzo 1927 ricevette l'unzione degli infermi e morì il 1º giugno 1927, all'età di 75 anni, nella sua casa di Fiumara Guardia, dove sorge il Santuario della Madonna della Guardia. Nell'ultimo omaggio la gente di Messina diceva: «Andiamo a vedere il santo che dorme».
I funerali si svolsero il 4 giugno, in un clima di grande partecipazione e tutta Messina scese in strada per l'ultimo saluto, prima che l'amato sacerdote venisse tumulato nel Tempio della Rogazione Evangelica, che lui stesso aveva dedicato al «divino comando»: «Pregate il Padrone della messe perché mandi operai nella sua messe».
(Arcivescovo Angelo Pajno – Orazione funebre di Sant'Annibale)

## Dopo la morte di Padre Annibale Maria: eventi miracolosi

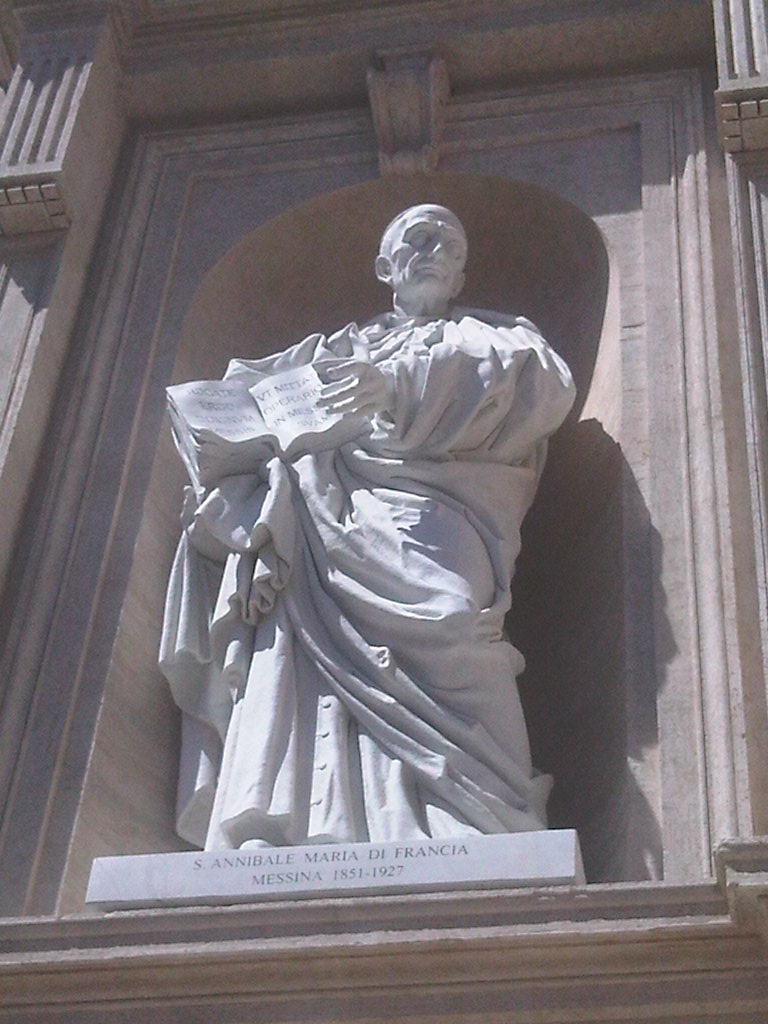
Statua monumentale di sant'Annibale installata nel giugno 2010 nella parte esterna della Basilica Vaticana, a fianco all'Arco delle campane

Gli eventi miracolosi che furono attribuiti all'intercessione di padre Annibale Maria di Francia, e che hanno accompagnato il processo di beatificazione fino alla canonizzazione, furono la guarigione della piccola brasiliana Gleida Danese e della piccola filippina Charisse Nicole Diaz.
Fu beatificato domenica 7 ottobre 1990 e proclamato santo a Roma da Papa Giovanni Paolo II domenica 16 maggio 2004 nel sagrato di San Pietro.
Sant'Annibale Maria Di Francia, è l'apostolo della preghiera per le vocazioni".
La commemorazione liturgica ricorre il primo giugno.

## Il miracolo per la canonizzazione
Ai fini della canonizzazione, la Chiesa cattolica ritiene necessario un secondo miracolo, dopo quello richiesto per la beatificazione: nel caso di Annibale Maria Di Francia, ha ritenuto miracolosa la guarigione di Charisse Nicole Diaz, guarita nel 1993 da meningite batterica resistente agli antibiotici.
Charisse Nicole Diaz, nata il 28 gennaio 1993 presso il St. Paul’s Hospital di Iloilo City (Filippine), durante la degenza in ospedale si ammalò di meningite batterica da pseudomonas, con idrocefalo e atrofia della corteccia cerebrale. Il batterio risultò resistente agli antibiotici utilizzati e i genitori, entrambi medici, sapevano che, se fosse sopravvissuta, cosa improbabile, avrebbe riportato esiti invalidanti.
Grazie all'intervento di un parente Rogazionista, familiari e amici iniziarono una novena per ottenere l'intercessione di padre Annibale, allora beato.
La bambina fu dimessa, dopo 36 giorni di degenza, completamente guarita.
Il caso, dopo il processo diocesano, fu sottoposto alla Congregazione per le Cause dei Santi che, il 15 ottobre 2003, promulgò il decreto sul miracolo, dichiarando l'inspiegabilità della guarigione e dell'assenza dei postumi previsti.

## Martirologio Romano
A Messina sant'Annibale Maria di Francia, sacerdote, che fondò le Congregazioni dei Rogazionisti del Cuore di Gesù e delle Figlie del Divino Zelo per pregare il Signore di rendere la sua Chiesa feconda di santi sacerdoti; si adoperò con particolare dedizione per gli orfani distendendo a tutti i poveri le mani misericordiose di Dio.